# Feather (песня)
«Feather» — песня американской певицы Сабрины Карпентер из «Emails I Can’t Send Fwd:», deluxe-издания её пятого студийного альбома. Карпентер и Эми Аллен написали песню вместе с её продюсером Джоном Райаном. Лейбл Island Records выпустил её ускоренную версию для цифрового скачивания и потоковой передачи 4 августа 2023 года. Видеоклип на песню был выпущен 31 октября 2023 года. Песня достигла 21-й строчки в Billboard Hot 100 и стала её первым номером один в чарте Pop Airplay.

## Предыстория
Сабрина Карпентер выпустила свой пятый студийный альбом «Emails I Can't Send» 15 июля 2022 года. Песня «Nonsense» стала синглом с альбома. Альбом достиг 56-й строчки в американском чарте Billboard Hot 100 и 32-й строчки в британском чарте синглов. 17 марта 2023 года Карпентер выпустил подарочное издание альбома. Ускоренная версия песни «Feather» была выпущена для цифрового скачивания и потоковой передачи 4 августа 2023 года.

## Композиция
«Feather» длится три минуты и пять секунд. Карпентер и Эми Аллен написали песню совместно с Джоном Райаном, который спродюсировал, запрограммировал и смонтировал её. Крис Герингер сделал мастеринг, а Джош Гудвин смикшировал её при содействии Хайди Ванг.
«Feather» — это данс-поп-песня о преодолении отношений. В тексте песни, включающей в себя электропианино, пианино-рояль, синтезатор, ударные и бас-гитару, подробно рассказывается о том, как кто-то заблокировал себя в социальных сетях и почувствовал, что с него свалилась тяжелая ноша после того, как он оставил их позади: «Я заблокировал тебя / После этого запоздалая мысль / Я наконец-то отключил тебя / Я чувствую себя так намного легче, как перышко, когда я забываю о тебе».

## Музыкальное видео
31 октября 2023 года Карпентер выпустила музыкальное видео на песню «Feather», режиссёром которого стала Миа Барнс. В нём Карпентер убивает своих бывших любовников, которые причинили ей зло. Сначала за ней с улюлюканьем следуют мужчины, которых, пока они не видели, таранит грузовик. Она пробирается в спортзал, где другие посетители объясняются с ней, прежде чем ввязаться в драку; в итоге они сражаются друг с другом насмерть, пока она поет на переднем плане. Когда мужчина фотографирует Карпентер сзади в лифте, она, выходя из лифта, натягивает на него галстук и оставляет его между закрывающимися дверями, обезглавливая его в процессе. Она смеется и восклицает: «Я так сожалею о вашей потере».
Лариша Пол (Larisha Paul) из Rolling Stone резюмировала это так: «Карпентер находит золотую середину между телом Дженнифер и конечным пунктом назначения, в стиле поп-девушки, позволяя вселенной позаботиться об уничтожении мужчин-феминисток, которые следовали за ней по улице, но затем были сбиты грузовиком, потому что были слишком отвлечены чтобы предвидеть грядущее». Джастин Курто из «Стервятника» назвал её героиню «Подружкой смерти, которая разъезжает на своем розовом катафалке и убивает людей», сравнив с Мрачным Жнецом с Косой.

### Разногласия
Роберт Дж. Бреннан, католический епископ Бруклина, выразил, что он «потрясен» тем, что «спорное» музыкальное видео было снято в церкви Пресвятой Девы Марии: «Приход не следовал политике епархии в отношении съемок на церковной собственности, которая включает в себя пересмотр сцен и сценария». Впоследствии административные обязанности священника, который дал команде Карпентера разрешение на съемку видео в церкви, были прекращены. Карпентер ответил на это противоречие словами «мы получили одобрение заранее» и заявил, что «Иисус был плотником».

## Живые выступления
Карпентер исполнял «Feather» на различных мероприятиях, шоу и гастролях. Она исполнила эту песню на предварительном показе MTV Video Music Awards 2023, на iHeartRadio Jingle Ball 2023, и на новогоднем концерте Дика Кларка Rockin' Eve в конце 2023 года. С тех пор она исполняла её на Emails I Can’t Send Tour. Экскурсия по The Eras Tour. Она также исполнила эту песню на Coachella, и в Saturday Night Live в качестве мэшапа с «Nonsense».

## Трек-лист
- Цифровая загрузка / потоковая передача — Ускоренная версия / 7-дюймовая

1. «Feather» — 3:05
2. «Feather» (ускоренная версия) — 2:33

## Кредиты и персонал

### Запись и менеджмент
Мастеринг в Sterling Sound (Эджуотер, Нью-Джерси)
Subalicious Songs (BMI), Music of Big Family/Don Dwyane Music (BMI), под управлением Hipgnosis Songs Group, Kenny + Betty Tunes (ASCAP)

### Персонал
- Сабрина Карпентер — ведущий вокал, автор песен
- Джон Райан — автор песен, продюсирование, запись, программирование
- Эми Аллен — автор песен
- Джош Гудвин — сведение
- Хайди Ванг — инженер по микшированию
- Крис Герингер — мастеринг

Титры взяты из 7-дюймовой виниловой обложки сингла.